# Sisymbrium cavanillesianum
Sisymbrium cavanillesianum är en korsblommig växtart som beskrevs av Santiago Castroviejo och Valdés Berm. Sisymbrium cavanillesianum ingår i släktet gatsenaper, och familjen korsblommiga växter. IUCN kategoriserar arten globalt som sårbar. Inga underarter finns listade i Catalogue of Life.